# Авдотьїно (Сосновське сільське поселення)
Авдотьїно — присілок у Вологодському районі, Вологодська область, Росія.
Входить до складу Сосновського сільського поселення, з точки зору адміністративно-територіального ділення — у Сосновській сільраді.
Відстань по автодорозі до районного центру Вологди — 26,5 км, до центру муніципального утворення Соснівки — 7 км. Найближчі населені пункти — Корюкіно, Язвіцево, Терпелка, Клюшниково, Князєво, Новий Істочник, Стрізнево, Сіліно, Менікі.
За даними перепису 2002 року постійного населення не було.